# Cleòdem (metge)
Cleòdem (en llatí Cleodemus, en grec antic Κλεόδημος) va ser un metge esmentat per Plutarc a la seva obra Septem Sapientum Convivium, que diu que utilitzava el vòmit amb més freqüència que cap altre i que havia portat aquest remei a una alta reputació. Va viure al segle i.